# Smultronholmen (ö, lat 61,73, long 21,56)
Smultronholmen (finska: Mansikkasaari) är en ö i Finland.   Den ligger i kommunen Björneborg i den ekonomiska regionen  Björneborgs ekonomiska region  och landskapet Satakunta, i den sydvästra delen av landet, 250 km nordväst om huvudstaden Helsingfors.